# Capgemini
Die Capgemini SE mit Sitz in Paris ist ein börsennotiertes Beratungs- und Dienstleistungsunternehmen mit Schwerpunkten auf Informationstechnik und Spitzentechnologie. Es ist der größte Consultinganbieter europäischen Ursprungs.

## Geschichte
Das Unternehmen wurde 1967 von Serge Kampf (1934–2016) als Société pour la Gestion des Entreprises et le Traitement de l’Information (Sogeti, deutsch Gesellschaft für Unternehmensführung und Datenverarbeitung) gegründet. Ab 1973 erfolgten eine Mehrheitsbeteiligung am Centre d’analyse et de Programmation (CAP) und eine Übernahme des Unternehmens Gemini Computers Systems, die 1975 zur Bildung der Unternehmensgruppe mit dem Firmennamen CAP Gemini Sogeti führten. 1985 wurde die Unternehmensgruppe erstmals an der Pariser Börse notiert.
Nach weiteren Akquisitionen benannte sich die Unternehmensgruppe 1996 in Cap Gemini um. Nach Übernahme der Consultingsparte von Ernst & Young firmierte man ab 2000 zunächst als Cap Gemini Ernst & Young, seit 2004 nur unter dem Firmennamen Capgemini. Sogeti ist eine Schwestergesellschaft innerhalb der Unternehmensgruppe geblieben.
2011 wurde das Beratungsunternehmen CS Consulting mit rund 50 Millionen Euro Umsatz übernommen. 2015 erfolgte die Eingliederung des Technologiedienstleisters Igate mit mehr als 30.000 Mitarbeitern. 2020 wurde ein Ein-Milliarden-Vertrag über sechs Jahre zwischen Capgemini und dem Chemiekonzern Bayer geschlossen; dafür sind mehrere hundert Mitarbeiter der Bayer Business Services GmbH via Betriebsübergang zur neu gegründeten Capgemini Deutschland Services GmbH gewechselt. Im selben Jahr übernahm Capgemini den Ingenieurdienstleister Altran mit rund 50.000 Mitarbeitern und weitete damit sein Dienstleistungsspektrum auf Ingenieurdienstleistungen und die Technologieberatung aus.
Im Oktober 2022 wurde die Übernahme der 2000 in Stuttgart gegründeten Braincourt GmbH per Anteilskauf verlautbart.

## Unternehmensstruktur
Capgemini ist mit rund 300.000 Mitarbeitern weltweit tätig und dabei nach eigenen Angaben mit Büros in mehr als 40 Ländern vertreten. Der globale Umsatz für das Geschäftsjahr 2018 betrug 13,2 Milliarden Euro. Die Unternehmensgruppe ist in vier strategische Geschäftseinheiten unterteilt: Consulting Services (unter der Marke Capgemini Invent mit weltweit etwa 10.000 Beratern), Technology Services, Outsourcing Services sowie Local Professional Services (unter der Marke Sogeti). Ende 2016 waren in Europa 64.726 Mitarbeiter in Deutschland, Österreich, der Schweiz, Kroatien, Polen, Rumänien, Russland, der Slowakei, Tschechien und Ungarn tätig.
Die Capgemini Deutschland Holding GmbH mit Sitz in Berlin ist für das Geschäft in Mitteleuropa verantwortlich. Das operative Geschäft in Deutschland wird durch die Capgemini Deutschland GmbH mit Sitz in Berlin (hierin ist auch 2011 die Tochtergesellschaft Capgemini sd&m aufgegangen) und die Capgemini Outsourcing Services GmbH mit Sitz in Düsseldorf geführt. Insgesamt ist man in Deutschland mit eigenen Standorten in Aalen, Augsburg, Bad Homburg, Berlin, Bremen, Donauwörth, Dortmund, Duisburg, Düsseldorf, Erfurt, Flöha, Frankfurt am Main, Gaimersheim, Hamburg, Hannover, Heidelberg, Heilbronn, Ingolstadt, Karlsruhe, Koblenz, Köln, Lehre, Lübeck, Marktoberdorf, München, Nürnberg, Stuttgart, Unterschleißheim, Wimsheim und Wolfsburg vertreten.
Das Leistungsangebot von Capgemini umfasst neben der Strategieberatung verschiedene IT-Dienstleistungen sowie die Auslagerung von Wirtschafts- und IT-Prozessen.

## Logo
Am 1. Oktober 2017 feierte das Unternehmen 50-jähriges Jubiläum und änderte zu diesem Anlass das Markenlogo leicht ab.